# اریک باربر (بازیکن فوتبال انگلیسی)
اریک باربر (انگلیسی: Eric Barber; ۲۵ مارس ۱۹۲۶ – ۲۵ آوریل ۲۰۱۵) بازیکن فوتبال بود.
از باشگاه‌هایی که در آن بازی کرده‌است می‌توان به باشگاه فوتبال مکلسفیلد تاون و باشگاه فوتبال استوک‌پورت کانتی اشاره کرد.